# 甘泉县
甘泉县在中国陕西省北部、洛河流域，是延安市所辖的一个县。区域总面积为2288平方公里，常住人口約8万人。

## 行政区划
甘泉县下辖1个街道、3个镇、2个乡：
美水街道、下寺湾镇、道镇、石门镇、桥镇乡和劳山乡。

## 人口
2020年末，全县常住人口为76929人，与2010年第六次全国人口普查的77188人相比，减少259人，下降0.34%。年平均下降率为0.03%。

## 交通
- 210国道过境。

## 特产
甘泉红小豆：中国地理标志产品。